# ジグザグキャット ダチョウ倶楽部も大騒ぎダ
『ZIG ZAG CATダチョウ倶楽部も大騒ぎダ』（ジグザグキャットだちょうくらぶもおさわぎだ）は、1994年6月24日に日本のDEN'Z（株式会社アイ・ティー・シーのゲームブランド）から発売されたスーパーファミコン用ブロックくずしゲーム。
主人公のトムを操作し、魔王ターゴに攫われた姫を救出する事を目的としている。お笑いトリオのダチョウ倶楽部を題材とした作品であるが、タレントゲームでは珍しくタレントが脇役になっている。
開発はオペラハウスおよび日本ビーコムが行い、プロデューサーはスーパーファミコン用ソフト『だるま道場』（1995年）を手掛けたおおかわまこと、コ・プロデューサーはタレントのダチョウ倶楽部、ディレクターは後にPlayStation用ソフト『LOVE☆パラ ~ラブリー東京パラパラ娘~』（2001年）を手掛けた佐藤良一およびファミリーコンピュータ用ソフト『ラグランジュポイント』（1991年）を手掛けた藤井大輔、音楽は稲田昌子、サウンド・ディレクターはファミリーコンピュータ用ソフト『魂斗羅』（1988年）や『アイドル八犬伝』（1989年）を手掛けた禎清宏が担当している。

## ゲーム内容
悪のオーラに覆われたレインボー星のSOSを聞いた宇宙パトロール隊員と友達の宇宙猫がさらわれた姫を救い出す。本拠地までの道に障害物「ターゴストーン」が敷かれズービーとバリアを飛ばし破壊、悪の魔王ターゴ軍団のステージごとのボスキャラとそれぞれのエリアセクションの最後にある黒いターゴストーンを破壊すればステージはクリアとなる。それぞれのエリアは道になっており通路の形状によりにバリア（ラケット）の移動範囲、弾の反射が変形していき、敵の攻撃若しくは敵と接触でHPが減っていきトムのHPが0になるとミスになる。
本作はお笑いタレントのダチョウ倶楽部とのコラボ商品でもあった為、ゲーム中の所々には彼らが狂言回しの役で登場しているが、ストーリーにはあまり関係ない。

## あらすじ
宇宙パトロールの新米隊員トムは宇宙猫のズービーと初出動中にレインボー星からSOS信号を受けて立ち寄るもターゴのオーラにより宇宙船は操縦不能となり不時着。さらわれたプリンセス・レインボーと彼女を取り戻そうとした王様の敵、ターゴの打倒を依頼される。

## 登場人物
主人公（デフォルト名：トム）
本作の主人公。宇宙パトロール隊の一年生で正義感は強いがおっちょこちょい。訓練期間が終わり相棒のズービーを連れて初めて宇宙パトロールに出たが、途中思わぬ出来事に巻き込まれる。バリアを飛ばしズービーを反射、ターゴストーンを破壊する。
ズービー
ジグザグ星に住む宇宙猫で主人公の相棒。身長50センチ、体重30キロ、宇宙年齢10歳のオスでいたって明るい性格。体を丸く変形させると凄まじい破壊力のを持つ弾となって飛んでいく。
ダチョウ倶楽部（ヒゴ、リュウヘイ、ジモン）
ダチョウ星の武闘会に勝つため究極のギャグがあると言うレインボー星にやってきた三人組。
プリンセス・レインボー
ヒロイン。
ターゴ
魔王、最終ボス。一定条件を満たさないと登場しない。

## スタッフ
- エグゼクティブ・プロデューサー：いずみえいき
- プロデューサー：おおかわまこと
- コ・プロデューサー：ダチョウ倶楽部（肥後克広、寺門ジモン、上島竜兵）
- ディレクター：佐藤良一、藤井大輔
- キャラクター・デザイナー：きずはじめ
- 企画：おおかわまこと、永井満夫、佐藤良一、藤井大輔
- マップ、ブロック・デザイン：石井健一郎
- アシスタント・プロデューサー：岩野弘明、うちだひでとし
- システム・デザイナー：あだちつよし
- プログラマー：はやしさとし、まつざわつよし
- グラフィック・デザイナー：吉村清人、赤木広司、郡司篤宏、白倉浩憲、まるやままさと、つかもとじょうじ、さとうけいいち
- サウンド・ディレクター：禎清宏
- 音楽：稲田昌子
- パントマイマー：藤井大輔
- シナリオ：佐藤良一
- スーパーサブ：石井健一郎
- セールス・プロモーション：永井満夫、なかじゅんたつや
- パブリシティー：服部明美
- プロモーション・ビデオ・プロデューサー：長江努
- アシスタント：まつばらたかし、えさかみち、たごかずみ
- アート・ディレクター：ながせよういち
- スペシャル・サンクス：太田プロダクション、荻野良乙、つるたようすけ

## 評価
- ゲーム誌『ファミコン通信』の「クロスレビュー」では、7、5、7、5の合計24点（満40点）[2]。

- ゲーム誌『ファミリーコンピュータMagazine』の読者投票による「ゲーム通信簿」での評価は以下の通り、19.1点（満30点）となっている[3]。

| 項目 | キャラクタ | 音楽 | お買得度 | 操作性 | 熱中度 | オリジナリティ | 総合 |
| 得点 | 3.2        | 3.0  | 3.3      | 3.1    | 3.3    | 3.3            | 19.1 |

- ゲーム誌『電撃スーパーファミコン』の「新作チェッカー'94」では6、8、7、6の27点[4]。レビュアーはブロックくずしは楽しめグラフィックもいいがコンティニューが強引で残機0でセーブすると再開しても0のまま、ステージはストーリー展開に沿っていて自由に選べない、台詞のスピード調整不可、単調ですぐ飽きる、システム面で配慮がなく今や「化石」のようで価格（9500円）と合わずいかにも企画モノであるとした他、ダチョウ倶楽部を起用したことについてファン向けだとした者と彼らを嫌いなど否定的だった者がいた[4]。